# Mettembert
Mettembert (do 1984 Mettemberg, hist. Mettenberg) − miejscowość i gmina w Szwajcarii, w kantonie Jura, w okręgu Delémont. Pod względem liczby mieszkańców jest najmniejszą gminą w okręgu.

## Demografia
W Mettembert mieszka 108 osób. W 2020 roku 11,1% populacji gminy stanowiły osoby urodzone poza Szwajcarią. 